# Northampton megye (Észak-Karolina)
Northampton megye az Amerikai Egyesült Államokban, azon belül Észak-Karolina államban található. Megyeszékhelye Jackson, legnagyobb városa Garysburg. Lakosainak száma 17 471 fő (2020. április 1.). Northampton megye Greensville, Southampton, Hertford, Bertie, Halifax, Warren és Brunswick megyékkel határos.

## Népesség
A megye népességének változása:
| Lakosok száma | 22 008 | 21 975 | 21 301 | 20 839 | 20 426 | 17 471 |
|               | 2010   | 2011   | 2012   | 2013   | 2015   | 2020   |